# Buffalo River (Großer Sklavensee)
Der Buffalo River (englisch für „Büffelfluss“) ist ein 483 km langer Zufluss des Großen Sklavensees in den kanadischen Nordwest-Territorien und in der Provinz Alberta.

## Flusslauf
Der Fluss hat seinen Ursprung im Cladonia Lake im Caribou Mountains Wildland Provincial Park im Norden Albertas. Er fließt in überwiegend nördlicher Richtung. Er erreicht den Wood-Buffalo-Nationalpark und mündet dort in den Buffalo Lake. Er verlässt den See am Nordufer und setzt seinen Kurs nach Norden fort. Der Fort Smith Highway überquert den Fluss am Unterlauf. Schließlich mündet der Buffalo River am Südufer des Großen Sklavensees in diesen. Der Fluss entwässert ein Areal von 17.638 km². Der Buffalo River ist vom Buffalo Lake aus per Kanu befahrbar.
Zur Fischfauna des Buffalo River gehört der Weißlachs (Stenodus Leucichthys).